# 段純妃
純妃段氏（じゅんひ だんし、万暦35年4月15日（1607年5月10日） - 崇禎2年5月13日（1629年7月3日））は、明の天啓帝の妃。

## 経歴
南京の庶民段黄彝と肖氏の娘として、万暦35年4月15日（1607年5月10日）巳時に生まれた。美貌のため、天啓元年（1621年）4月5日、張氏（後に皇后となった）と王氏（後に良妃となった）と共に、選抜されて宮に入った。5月12日、純妃となった。父の段黄彝は正四品錦衣衛帯俸指揮僉事に任じられた。
崇禎2年5月13日（1629年7月3日）、死去した。諡は「恭恵」。崇禎4年（1631年）閏11月22日、金山に葬られた。

## 伝記資料
- 『大明熹廟純妃段氏墓誌』
- 『崇禎長編』